# Кескюла Анатолій Евальдович
Анатолій Евальдович Кескюла (нар. 4 лютого 1956, Феодосія) — радянський футболіст, який грав на позиції півзахисника. Відомий за виступами в українських клубів другої ліги «Таврії» з Сімферополя та «Колос» з Павлограда. Після завершення виступів на футбольних полях — футбольний тренер, очолював павлоградський клуб під час виступів у чемпіонатах України.

## Клубна кар'єра
Анатолій Кескюла народився у Феодосії, де розпочав займатися футболом. У команді майстрів дебютував у останньому матчі турніру другої ліги 1973 року в команді «Таврія» з Сімферополя), проте більше у складі сімферопольської команди не грав. У кінці 70-х років Кескюла перебрався до Павлограда, де спочатку грав у складі місцевої аматорської команди «Колос», а після отримання нею статусу команди майстрів провів у її складі 13 матчів у другій лізі у 1981 році, після закінчення чемпіонату 1981 року завершив виступи на футбольних полях.

## Після завершення кар'єри футболіста
Після завершення виступів на футбольних полях Анатолій Кескюла у 1988—1991 роках працював начальником павлоградської футбольної команди, яка на той час змінила назву на «Шахтар». Після розпаду СРСР та початку розіграшу чемпіонату України Кескюла протягом двох перших чемпіонатів України очолював тренерський штаб «Шахтаря» у першій українській лізі, проте після вибуття команди до другої ліги залишив посаду. Після відставки з посади головного тренера клубу працював головою міської федерації футболу Павлограда. У 2011 році Анатолій Кескюла працював начальником команди «Дніпро-2», а в 2013 році начальником команди «Славутич» з Черкас. Анатолій Кескюла також працює спостерігачем арбітражу в Українській Прем'єр-лізі.